# George Robertson (kierowca wyścigowy)
George Robertson (ur. 22 listopada 1884 w Nowym Jorku, zm. 3 lipca 1955 w Springfield) – amerykański kierowca wyścigowy.

## Kariera
W swojej karierze Robertson startował głównie w Stanach Zjednoczonych w mistrzostwach AAA Championship Car oraz towarzyszącym mistrzostwom słynnym wyścigu Indianapolis 500. W 1908 roku wygrał wyścig Vanderbilt Cup. W pierwszym sezonie startów, w 1909 roku czterokrotnie stawał na podium, w tym dwukrotnie na jego najwyższym stopniu - w Lowell i Fairmount Park. Poza tym był również najlepszy w niezaliczanych do klasyfikacji mistrzostw wyścigach w Brighton Beach i w Atlancie. Z dorobkiem 1480 punktów został sklasyfikowany na pierwszym miejscu w końcowej klasyfikacji kierowców. Rok później wystartował w jednym wyścigu. Uzbierał łącznie dziewięćdziesiąt punktów, które dały mu 28 pozycję w klasyfikacji generalnej.